# Zamknięcie rządu

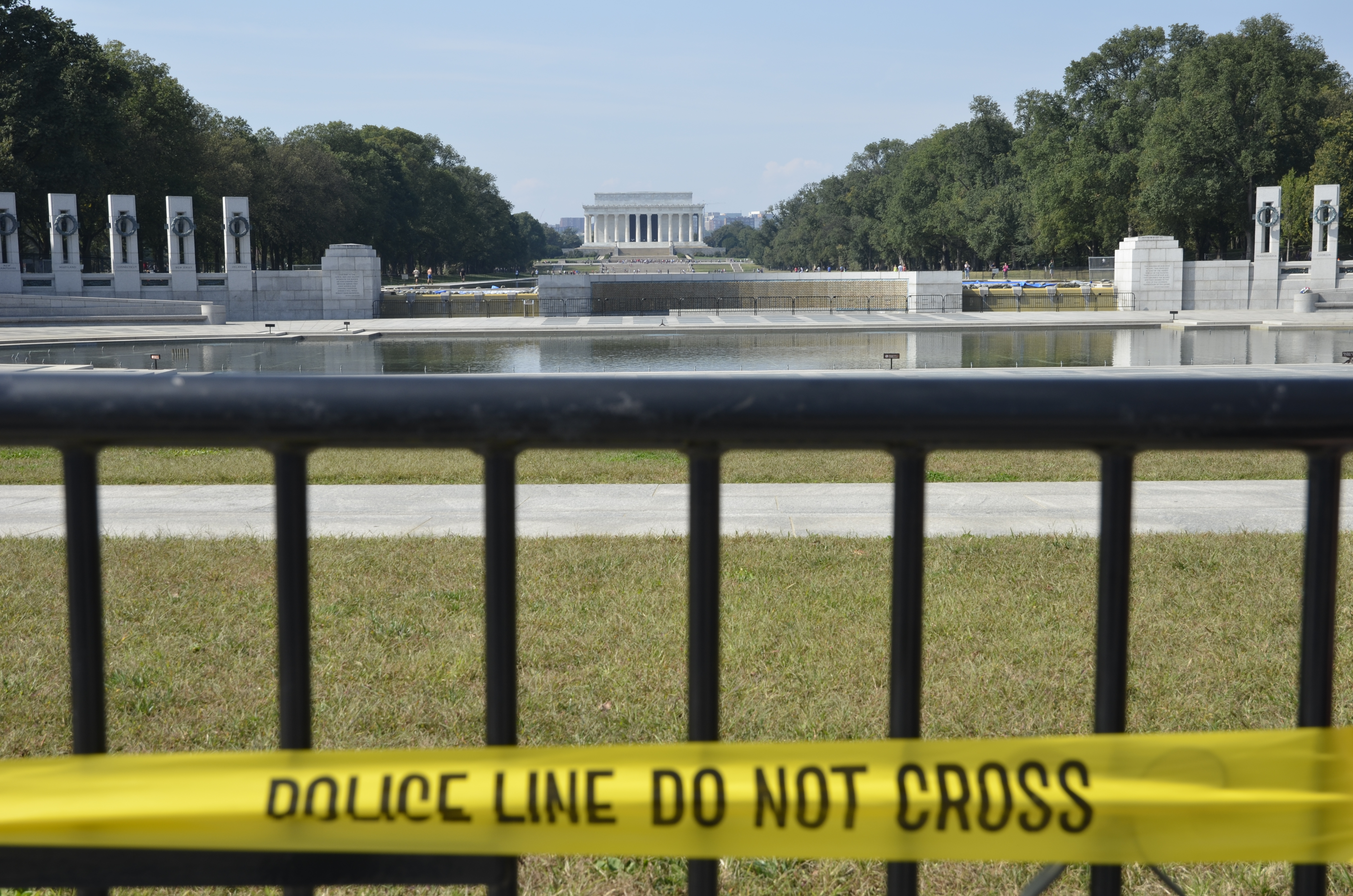
Pomnik II Wojny Światowej zamknięty dla zwiedzających z powodu zamknięcia rządu

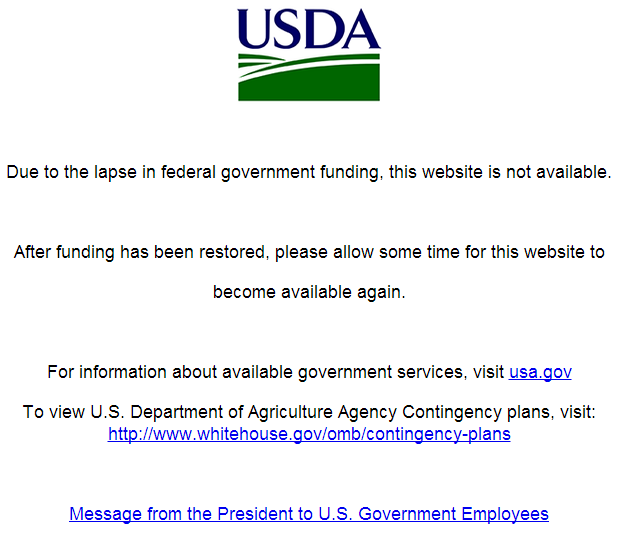
Komunikat o niedostępności strony internetowej Departamentu Rolnictwa Stanów Zjednoczonych z powodu zamknięcia rządu

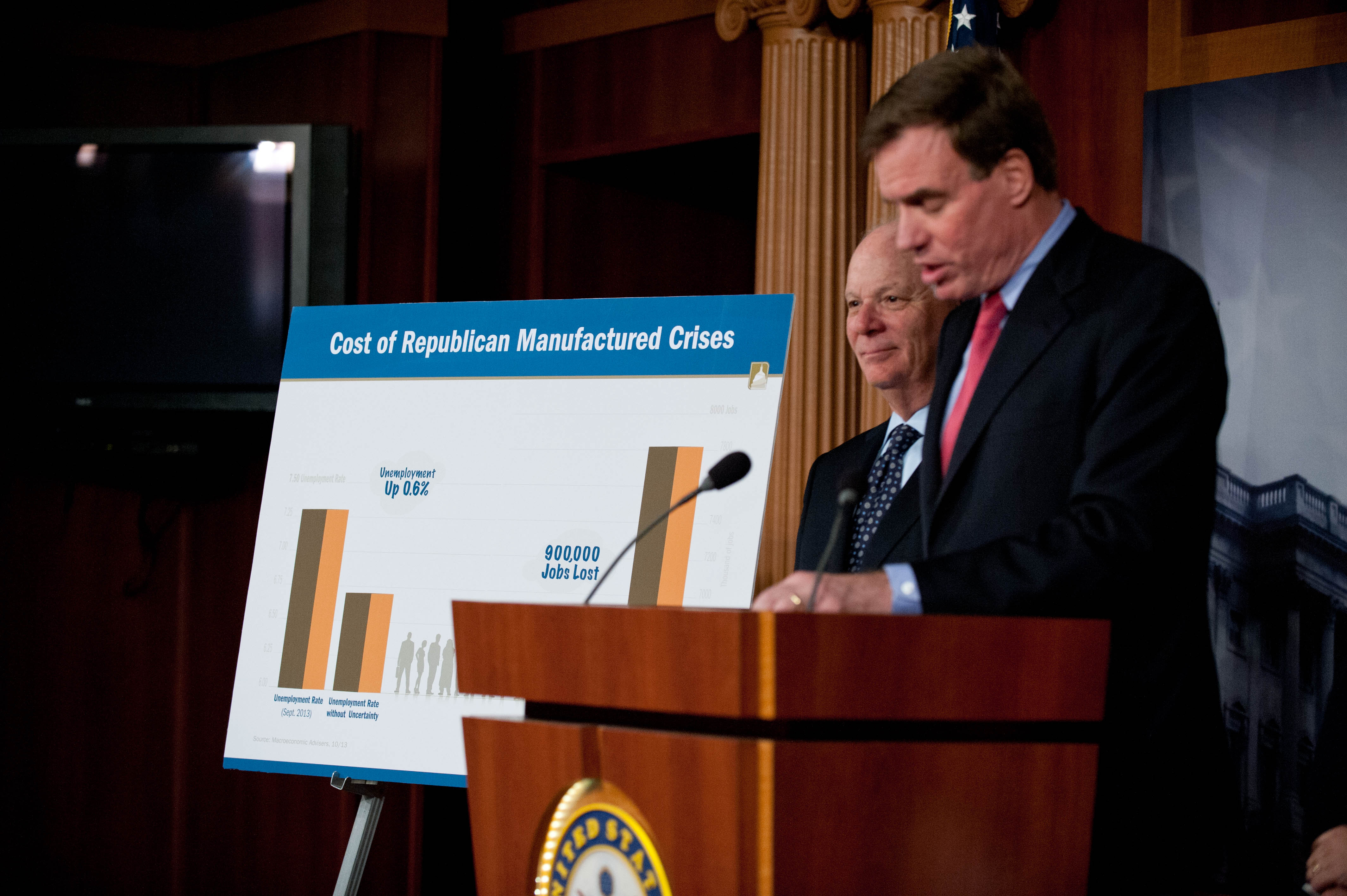
Konferencja prasowa Partii Demokratycznej w sprawie poniesionych kosztów z powodu zamknięcia rządu w 2013 roku. Prezydentem był wówczas należący do tej partii Barack Obama, ale partia obarczała odpowiedzialnością za negatywne skutki zamknięcia opozycyjną Partię Republikańską, która blokowała rządowy projekt budżetu.

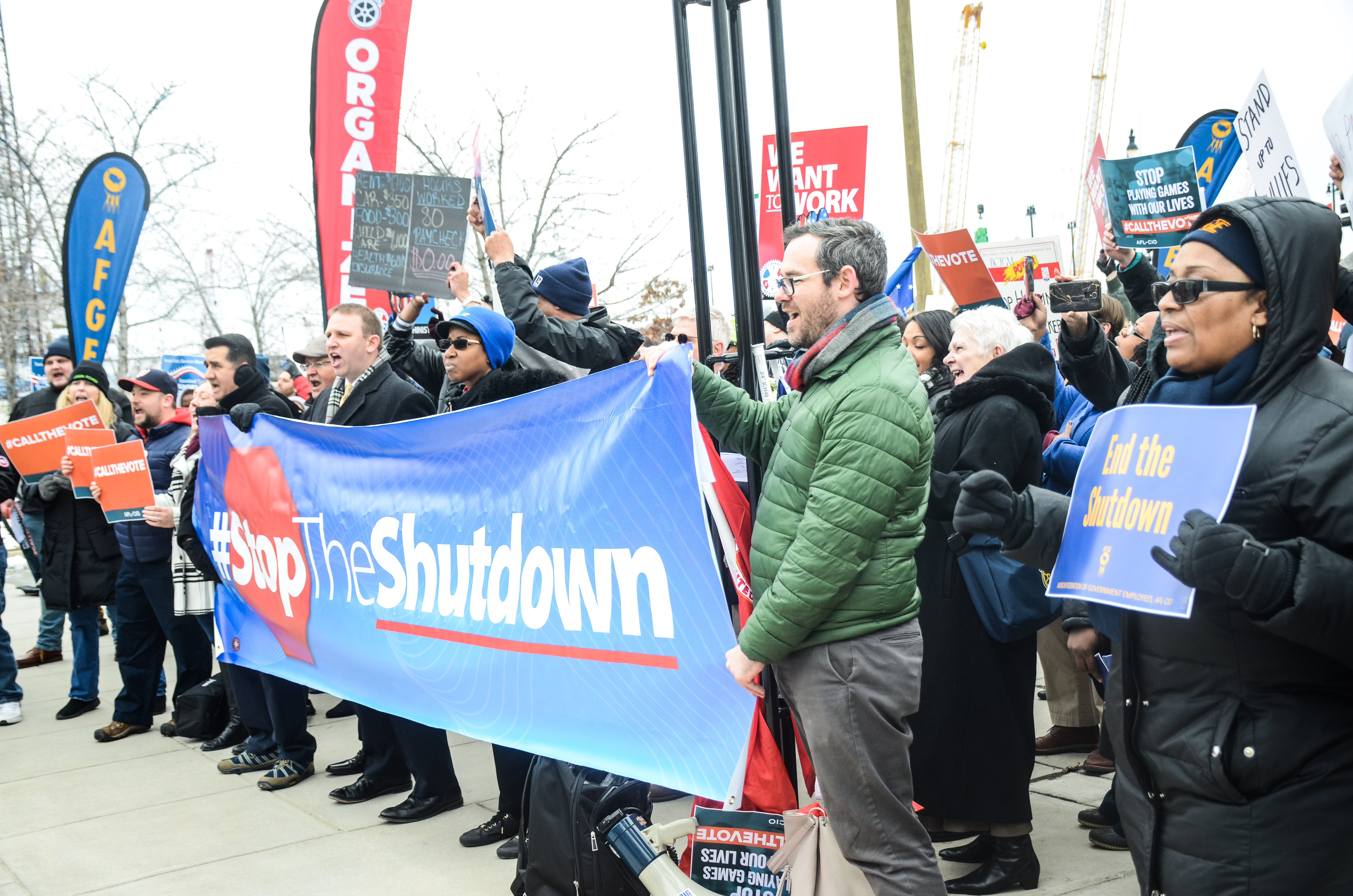
Pracownicy federalni protestujący na stadionie Nationals Park z powodu zamknięcia rządu w 2019 roku (trwającego od 2018)

Zamknięcie rządu (ang. Government shutdown) – procedura w Stanach Zjednoczonych mająca miejsce w przypadku odrzucenia projektu budżetu rocznego przez parlament, w wyniku której część agencji rządowych zaprzestaje funkcjonowania, trwająca do czasu uchwalenia budżetu przez parlament. Może nastąpić na poziomie ogólnokrajowym lub lokalnym.

## Kontekst
Wiele federalnych agencji i programów rządowych opiera się na rocznych przydziałach funduszy uchwalanych przez Kongres. Co roku Kongres musi uchwalić, a prezydent podpisać ustawę uchwalającą budżet na następny rok fiskalny, składającą się z 12 ustaw budżetowych, po jednej dla każdej podkomisji Komisji Izby Reprezentantów Stanów Zjednoczonych ds. Przydziałów. W przypadku braku porozumienia parlamentu w sprawie budżetu dochodzi do zamknięcia. Agencje federalne muszą zaprzestać wszelkich funkcji, z wyjątkiem niezbędnych do funkcjonowania państwa na poziomie podstawowym, do czasu uchwalenia i podpisania ustawodawstwa dotyczącego budżetu. W czasie zamknięcia pracownicy agencji nie otrzymują wynagrodzenia. Agencje uznawane za niezbędne, które nie wstrzymują działalności na czas zamknięcia to między innymi federalna służba zdrowia, FBI, więziennictwo, wywiad i kontrola ruchu lotniczego. Zamknięta zostaje część budynków publicznych i atrakcji turystycznych, a załatwienie części spraw urzędowych jest niemożliwe.
Zamknięcie może zostać też zarządzone na poziomie lokalnym w wyniku braku porozumienia w sprawie uchwalenia lokalnego budżetu przez stan lub hrabstwo.
Procedura oficjalnie nazywana w Stanach Zjednoczonych government shutdown przez polskie media często jest tłumaczone jako zamknięcie rządu. Część mediów podawała ten termin w cudzysłowie, ale z czasem wraz z większym zainteresowaniem polityką Stanów Zjednoczonych w Polsce termin został znormalizowany.

## Lista zamknięć rządu na poziomie ogólnokrajowym od 1976 roku
| Data                      | Czas trwania w dniach | Prezydent        | Kongres |
| ------------------------- | --------------------- | ---------------- | ------- |
| 22 grudnia 2018(dts)      | 35                    | Donald Trump     | 115.    |
| 8 lutego 2018(dts)        | 1                     | Donald Trump     | 115.    |
| 19 stycznia 2018(dts)     | 2                     | Donald Trump     | 115.    |
| 30 września 2013(dts)     | 16                    | Barack Obama     | 113.    |
| 15 grudnia 1995(dts)      | 21                    | Bill Clinton     | 104.    |
| 13 listopada 1995(dts)    | 5                     | Bill Clinton     | 104.    |
| 5 października 1990(dts)  | 3                     | George H.W. Bush | 101.    |
| 18 grudnia 1987(dts)      | 1                     | Ronald Reagan    | 100.    |
| 16 października 1986(dts) | 1                     | Ronald Reagan    | 99.     |
| 3 października 1984(dts)  | 1                     | Ronald Reagan    | 98.     |
| 30 września 1984(dts)     | 2                     | Ronald Reagan    | 98.     |
| 10 listopada 1983(dts)    | 3                     | Ronald Reagan    | 98.     |
| 17 grudnia 1982(dts)      | 3                     | Ronald Reagan    | 97.     |
| 30 sierpnia 1982(dts)     | 1                     | Ronald Reagan    | 97.     |
| 20 listopada 1981(dts)    | 2                     | Ronald Reagan    | 97.     |
| 30 listopada 1979(dts)    | 11                    | Jimmy Carter     | 96.     |
| 30 września 1978(dts)     | 17                    | Jimmy Carter     | 95.     |
| 30 listopada 1977(dts)    | 8                     | Jimmy Carter     | 95.     |
| 30 września 1977(dts)     | 12                    | Jimmy Carter     | 95.     |
| 31 października 1977(dts) | 8                     | Jimmy Carter     | 95.     |
| 30 listopada 1976(dts)    | 10                    | Gerald Ford      | 94.     |